# Amanda Persson
Amanda Emma Linnea Persson, född 16 augusti 1998, är en svensk tidigare fotbollsspelare.

## Karriär
Perssons moderklubb är Ingelstad IK. 2014 gick hon till Växjö DFF. Hon spelade tre säsonger för klubben.
I december 2016 värvades Persson av Vittsjö GIK. I november 2017 förlängde hon sitt kontrakt med ett år. I december 2018 återvände Persson till Växjö DFF.
I november 2019 värvades Persson av IFK Kalmar. I september 2020 förlängde hon sitt kontrakt med ett år. I november 2021 förlängde Persson sitt kontrakt med ett år. I november 2022 förlängde hon återigen sitt kontrakt med ett år.
I december 2023 värvades Persson av IFK Värnamo. Efter säsongen 2024 avslutade hon sin fotbollskarriär.